# Разъезд 91
Разъезд 91 (каз. рзд.91) — упразднённый разъезд в Аральском районе Кызылординской области Казахстана. Входил в состав Камыстыбасского сельского округа. Код КАТО — 433239800. Упразднено в 2018 г.

## Население
В 1999 году население разъезда составляло 52 человека (26 мужчин и 26 женщин). По данным переписи 2009 года, в разъезде проживало 46 человек (21 мужчина и 25 женщин).